# ییم و دزدان دریایی بلوم
ییم و دزدان دریایی بلوم (سوئدی: Jim och piraterna Blom) یک فیلم ماجراجویی کودکان به کارگردانی هانس آلفردسون است که در سال ۱۹۸۷ منتشر شد.

## بازیگران
- یوهان اوکربلوم
- اوا فرولینگ
- یان مالمخو
- متس برگمان
- استیگ اولین
- استلان اسکاشگورد
- هانس آلفردسون